# Camille Charret
Pour les articles homonymes, voir Charret.
Camille Charret, né le 3 juillet 2006 à Vieille-Brioude, est un coureur cycliste français. Il est membre du VC Villefranche Beaujolais.

## Biographie
Camille Charret est né à Vieille-Brioude, en Haute-Loire. Durant son enfance, il pratique d'abord la natation. Il s'intéresse toutefois rapidement au vélo, dans une région imprégnée par les performances de Romain Bardet, lui-même originaire des lieux. Durant l'été 2014, il assiste au passage du Tour de l'Avenir à Brioude, en tant que spectateur. Cette expérience le pousse à prendre sa première licence,. Il réalise ses débuts au sein de l'école de cyclisme du Vélo Sport Brivadois, alors qu'il est âgé de huit ans. 
En première année minime, il intègre l'Étoile Cycliste de Clermont-Ferrand, avec lequel il poursuit sa progression. Il rejoint ensuite le VC Villefranche Beaujolais en 2023 chez les juniors. Sous ses nouvelles couleurs, il obtient deux victoires et diverses places d'honneur dans des courses fédérales. Il termine également deuxième du Grand Prix de Plouay juniors, inscrit au calendrier de l'UCI. Sur piste, il est sacré triple champion de France junior, dans la poursuite individuelle, la poursuite par équipes et l'américaine.
Lors de la saison 2024, il confirme ses aptitudes en étant l'un des meilleurs juniors français. Toujours actif au niveau national, il décroche de nouveaux succès. Il devient double champion de France junior sur route, dans la course en ligne et le relais mixte,. La même année, il est régulièrement sélectionné en équipe de France. Il participe notamment au Tour du Pays de Vaud, où il s'impose sur la deuxième étape. 
Grâce à ses bonnes performances, il signe un premier contrat professionnel de deux ans avec la réserve de l'équipe Arkéa-B&B Hotels. Il compte d'abord effectuer une saison en National 1 avec le VC Villefranche Beaujolais, avant d'intégrer l'effectif de la formation bretonne en 2026. Son futur directeur sportif Léonard Cosnier le décrit comme un « rouleur-puncheur ».

## Palmarès sur route
- 2023
  - 1re et 3e étapes du Tour Causses Aigoual Cévennes
  - 2e du championnat de France du relais mixte juniors
  - 2e du Tour Causses Aigoual Cévennes
  - 2e du Grand Prix de Plouay Juniors
- 2024
  -  Champion de France sur route juniors
  -  Champion de France du relais mixte juniors
  - Prix de la Ville d'Aubenas :
    - Classement général
    - 1re étape (contre-la-montre)

  - 2e étape du Tour du Pays de Vaud
  - Tour du Carmausin Ségala
  - 2e d'À Travers le Beaujolais
  - 3e du championnat de France du contre-la-montre juniors
- 2025
  - 3e de Le Poinçonnet-Panazol

## Palmarès sur piste

### Championnats du monde
| Édition / Épreuve      | Poursuite par équipes |
| Luoyang 2024 (juniors) | Argent                |

### Championnats de France
- Hyères 2022
  - 3e de l'américaine cadets
  - 3e de l'omnium cadets
- Roubaix 2023
  -  Champion de France de poursuite juniors
  -  Champion de France de poursuite par équipes juniors (avec Maxime Buffaz, Samuel Chanel et Max Henry)
  -  Champion de France de l'américaine juniors (avec Maxime Buffaz)
  - 2e de l'omnium juniors
- Loudéac 2024
  -  Champion de France de poursuite juniors
  -  Champion de France de poursuite par équipes juniors (avec Jules Friot, Nathan Marcoux et Adrien Place)
  - 2e de l'omnium juniors
- Loudéac 2025
  -  Champion de France de poursuite par équipes (avec Léo Busson, Nathan Marcoux et Jules Friot)